# Örökségünk – a Gömör–Tornai-karszt természeti és kultúrtörténeti értékei
Az Örökségünk – a Gömör–Tornai-karszt természeti és kultúrtörténeti értékei című könyv Magyarországon, a Borsod-Abaúj-Zemplén megyei Arnóton készült, majd Szinpetribe,  a Jósva patak mellé épült vízimalomba szállították, jelenleg is ott található.
Négy év alatt,
2010. március 5-ére készült el, és 16 nap múlva, március 21-én a világ legnagyobb könyveként bekerült a Guinness Rekordok Könyvébe.
A mérete 4,18 méter x 3,77 méter, a súlya 1420 kg, oldalainak száma pedig 346.
Az Aggteleki Nemzeti Park növény- és állatvilágát, barlangrendszerét, természeti kincseit, épített környezetét, a környező települések népi építészetét és hagyományait, valamint a szlovákiai Domica karszt tájegység természeti értékeit mutatja be a nagy könyv, melyet Varga Béla és családtagjai tervezett és készített el, 25 szakember (botanikusok, zoológusok, geológusok, néprajzkutatók) közreműködésével, akik két évig tartó munkával gyűjtötték a könyvben lévő szöveges tartalmat és a fotókat.
Három fejezetet tartalmaz, az első a barlangokat, a második a helyi flórát és faunát, a harmadik pedig az épített örökségeket mutatja be az Aggteleki Nemzeti Park területén lévő mintegy 22 településen.

## Elkészítése
Varga Béla vállalkozó és családja egy közös megbeszélés alkalmával határozta el, hogy a 34 évvel korábbi, denveri (2,74  méter x 3 méter, 300 oldal, 252,6 kg) világrekorder könyvnél nagyobbat fognak készíteni.
(Az alkotók készítették a korábbi legnagyobb (70 cm x 100 cm-es) magyar könyv papírját is, mely jelenleg az Országos Széchényi Könyvtárban található.)
A munka megkezdéseként az Arnóti tapétagyártó üzemük csarnokát alakították át.
Speciális gépekre is szükség volt. Ezek megépítése kétszer annyi időt vett igénybe, mint a könyvnek az elkészítése. 
Az arnóti üzem csarnokában került sor a 17 darab bonyolult, pneumatikus, lézer vezérelt, elektromágnesekkel felszerelt célgép elkészítésére.
A könyv lapjai egyetlen papírívből készültek. 
A különleges minőségű, nagy teherbírású, masszív, egy tonnás, 3,8 méter széles papírtekercset az ausztriai Mondi Business Paper papírgyárban, a világ egyik legnagyobb gépén gyártották le és ajándékba adták a könyv elkészítéséhez. 100 méter hosszú darabokra vágták, majd egy budapesti plakátnyomda öt méter széles tintasugaras nyomtatóján, körülbelül 1 mm-es pontossággal, kétoldalas befűzéssel nyomtatták.
Egy teljes nyomtatott oldal elkészítése több mint 2 órát, a teljes művelet 839 órát vett igénybe.
A kész íveket egyesével felvágták, gerincüknél meghajtották és hat ívenként, egy nagy asztalon összevarrták. 
Az összetűzési pontokat lézerrel jelölték ki.
Hagyományos kódex kötéssel készült (kendermadzagokkal, zsinegekkel, tűkkel, bandázsokkal, könyvkötő vásznakkal), elméleti megvalósításában a corvinák restaurátorai segítettek.
Egy lapjának a súlya 2,12 kg, a szöveg betűi pedig tenyér nagyságúak.
A négyszázharminc kilogrammos, 4 cm vastag elő- és hátlapnak való nyírfa és nyárfa anyagot Belgiumból hozatták, melyet a svédek lamináltak.
A borításához Európában nem találtak megfelelő minőségű marhabőrt, mivel egyforma méretű, alakú, színű, vastagságú, rovarcsípés nélküli bőrt kerestek, ezért a megfelelő minőségű fedélanyagot Argentínából hozatták. A beborításhoz 13 szarvasmarha bőrére volt szükség, a munkában a budapesti filmgyári és színházi bőrdíszműves szakemberek segítettek. A munkában 45 ember vett részt. 
A csavarok Hollandiából érkeztek. Öt zsanér (összesen 158 kg) biztosítja a könyv nyithatóságát.
A borítóra, balsafából kifaragva, az Aggteleki Nemzeti Park és a térség jelképe, egy 2,1 méter hosszúságú, domborított szalamandra került.
A kötészeti munka és a fatáblás, bőrkötéses borítás létrehozása öt hónapig tartott.

## Elhelyezése
Ahhoz, hogy a kész könyvet ki tudják hozni, az üzem falát kibontották, a könyvet sínpályán kigördítették, útvonalengedélyt kérve, útlezárásokkal szállították a 60 km-re lévő Szinpetribe.
Varga Béla 1996-ban vásárolta meg a volt helyi termelőszövetkezet majorját, ahol kezdetben lovakat és teheneket tartott, később egy különleges épületsort alakított ki, melyben modern kiállítótermet hozott létre. Itt került sor a rekorder könyv elhelyezésére.
A tetőn lévő gerendákat átvágva, daruval emelték be a kiállítóterembe.
A létrehozott múzeum két épületből áll. A nagy könyv a régi malom felújított magtárában kapott helyet, itt található a látogatók fogadására kialakított külön helyiség is.
Az alkotás 45 fokos szögben kihajtva látható, általában a 20. oldal környékén.
Speciális környezetet igényel, fontos a megfelelő hőmérséklet és páratartalom, egyszerre csak meghatározott számú látogató lehet bent a helyiségben, mert a kilélegzett levegő páráját a lapok magukba szívják, és hullámosodhatnak. 
Ősztől tavaszig a múzeum zárva tart, ez idő alatt 10 C°-ra leviszik a terem hőmérsékletét, ekkor a lapok újra kisimulnak.
A könyvet a látogatók nem lapozhatják, nem is tudnák, azt csak pár évente teszik meg a tulajdonosok, több ember, és egy külön erre a célra készített lapozógép segítségével.
Tisztításához Varga Béla a bhutáni miniszterelnöktől kapott ajándékba egy jakfarkat. Az országban a templomokban az értékes  buddhista könyveket tisztítják jakfarokkal, mert az elektrosztatikusan magához vonzza a port.
A könyvnek készült egy kicsinyített, 40 cm x 50 cm-es, 11,4 kg súlyú, de annak tökéletes mása (ez a Guinness egyik követelménye is volt), ezt szokta az alkotó a látogatóknak megmutatni. Tervezik még kisebb, megvásárolható reprintek létrehozását is.
A kiállított könyv 2010. júliusától tekinthető meg, tavasztól őszig.